# Великоанадольский лес
Великоанадольский лес (укр. Великоанадольський ліс) — лесной заказник государственного значения площадью 2543 га. Расположен в Волновахском районе Донецкой области.

## История
Организован как образцовое и учебное лесничество в 1843 году Виктором Егоровичем Граффом, который по заданию Лесного Департамента Министерства государственных имуществ должен был испытать возможность создания искусственных лесных насаждений в голой безводной степи руками переселенцев (менонитские колонисты к 1840-м годам. довольно успешно разводили рощи в степях Причерноморья).
Низшая лесная школа при лесничестве просуществовала до середины 1860-х годов (последний набор — 1863 год, последний выпуск — 1866 год), численность казеннокоштных учеников (набираемых из крестьянских мальчиков) доходила до 120 человек. В середине 1860-х гг., после закрытия школы, лесничество было преобразовано в образцовое, его бюджет и штат сокращен втрое.
В 1870-х годах новый заведующий лесничеством Людвиг Барк сумел вновь заинтересовать Лесной департамент в степном лесоразведении, в результате чего финансирование лесничества и площади лесокультурных работ были увеличены, а лесоразведением начали заниматься другие казённые степные лесничества. К концу 1870-х годах 5 лесничеств Екатеринославской губернии ежегодно сажали около 400 десятин леса, 11 лесничеств Херсонской — около 350 десятин.
В 1892—1898 годах лесничество стало одной из опытных площадок Особой экспедиции Лесного департамента по испытанию и учету различных способов и приемов лесного и водного хозяйства в степях России под руководством профессора В. В. Докучаева. В рамках Особой экспедиции в лесничестве работали: лесовод, почвовед и геоботаник Г. Н. Высоцкий; геолог, гидролог и почвовед П. В. Отоцкий и др.
Первые заведующие лесничеством:
- Виктор Графф (1843—1866),
- Людвиг Барк проработал в лесничестве 17 лет (1862—1879),
- Христофор Полянский — 16 лет (1878—1894),
- Николай Дахнов — 26 лет (1894—1919).

Охраняется с 1969 года, получил статус государственного заказника в 1974 году постановлением Совета Министров УССР № 500 от 28.10.1974 года.
В заказнике преобладают смешанные насаждения дуба обыкновенного, ясеня, клёна, граба, липы. Встречаются берёза, тополь, сосна крымская, бархат амурский, лиственница европейская, сосна обыкновенная, дуб каштанолистный и грузинский, орех волошский, софора японская. Лес имеет большое водоохранное, почвоохранное, научное и эстетическое значения.
С этим лесом связана деятельность Георгия Николаевича Высоцкого — выдающегося почвоведа, который разработал основы агроклиматической классификации почв, установил критерии сухости и влажности климата, причины безлесья степей.
В сентябре 2004 года на берегу озера в Великоанадольском лесу был открыт гостинично-оздоровительный комплекс «Форест Парк» площадью 45 га.
В заказнике работает Великоанадольский музей леса.

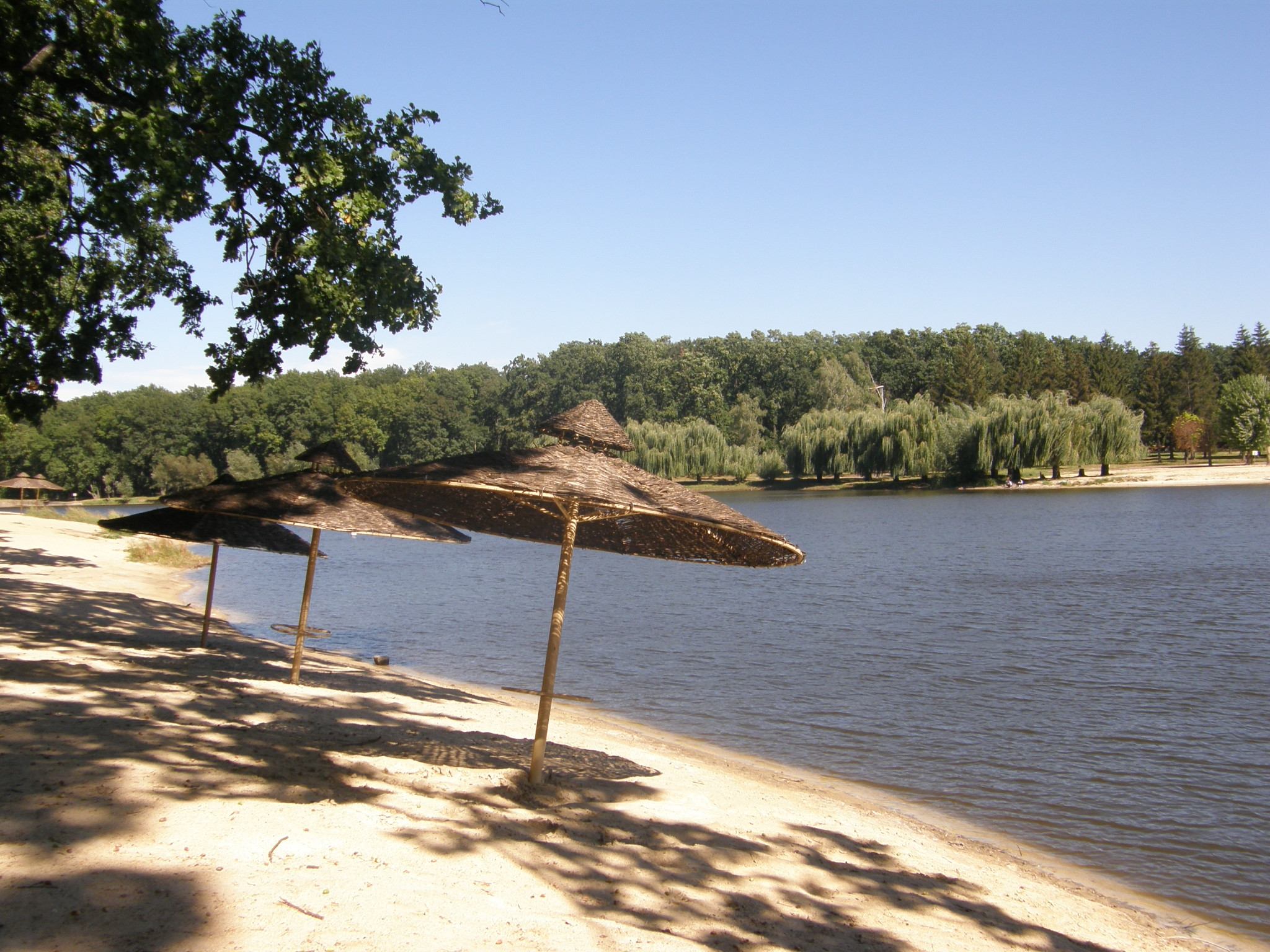
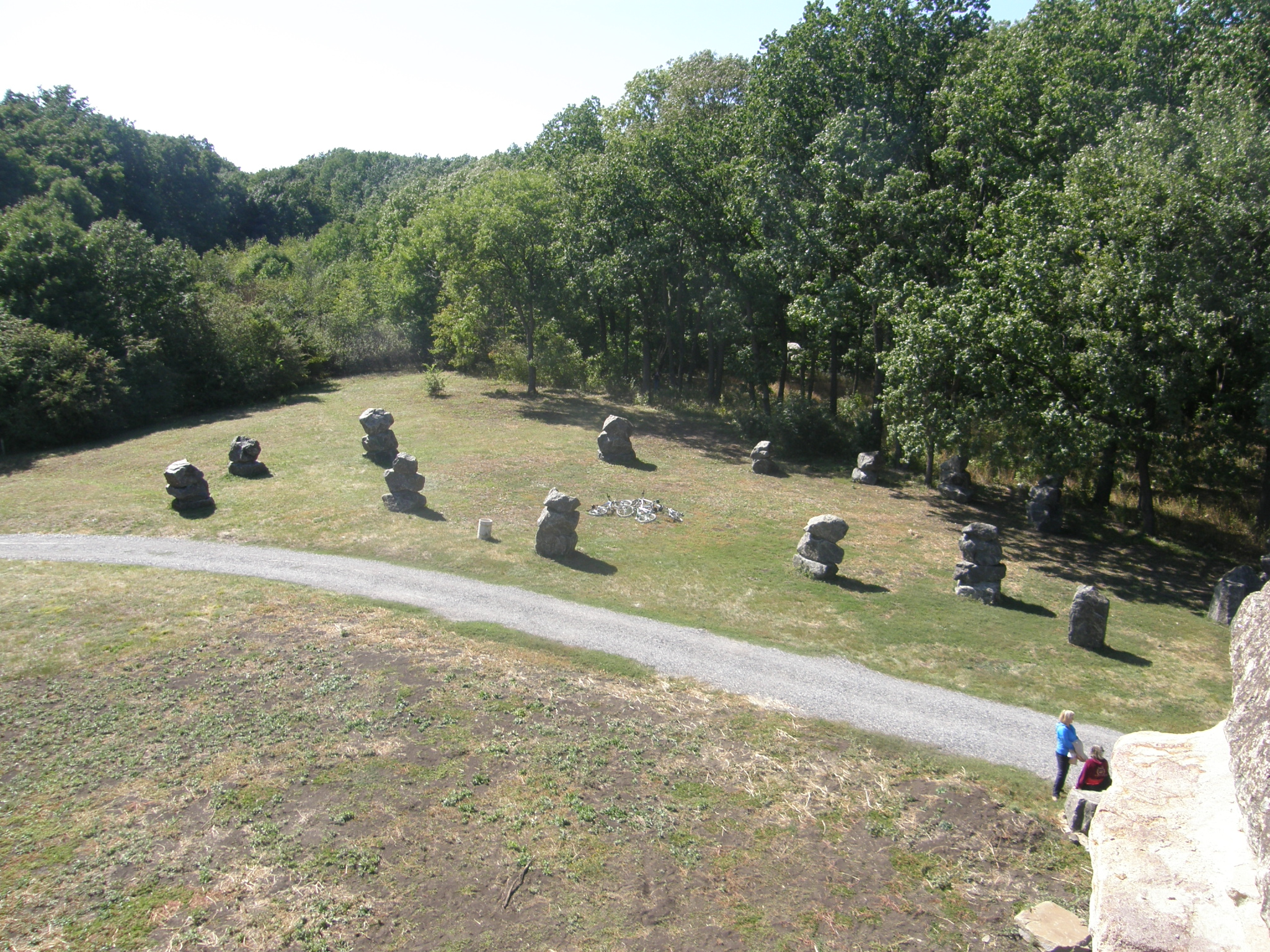
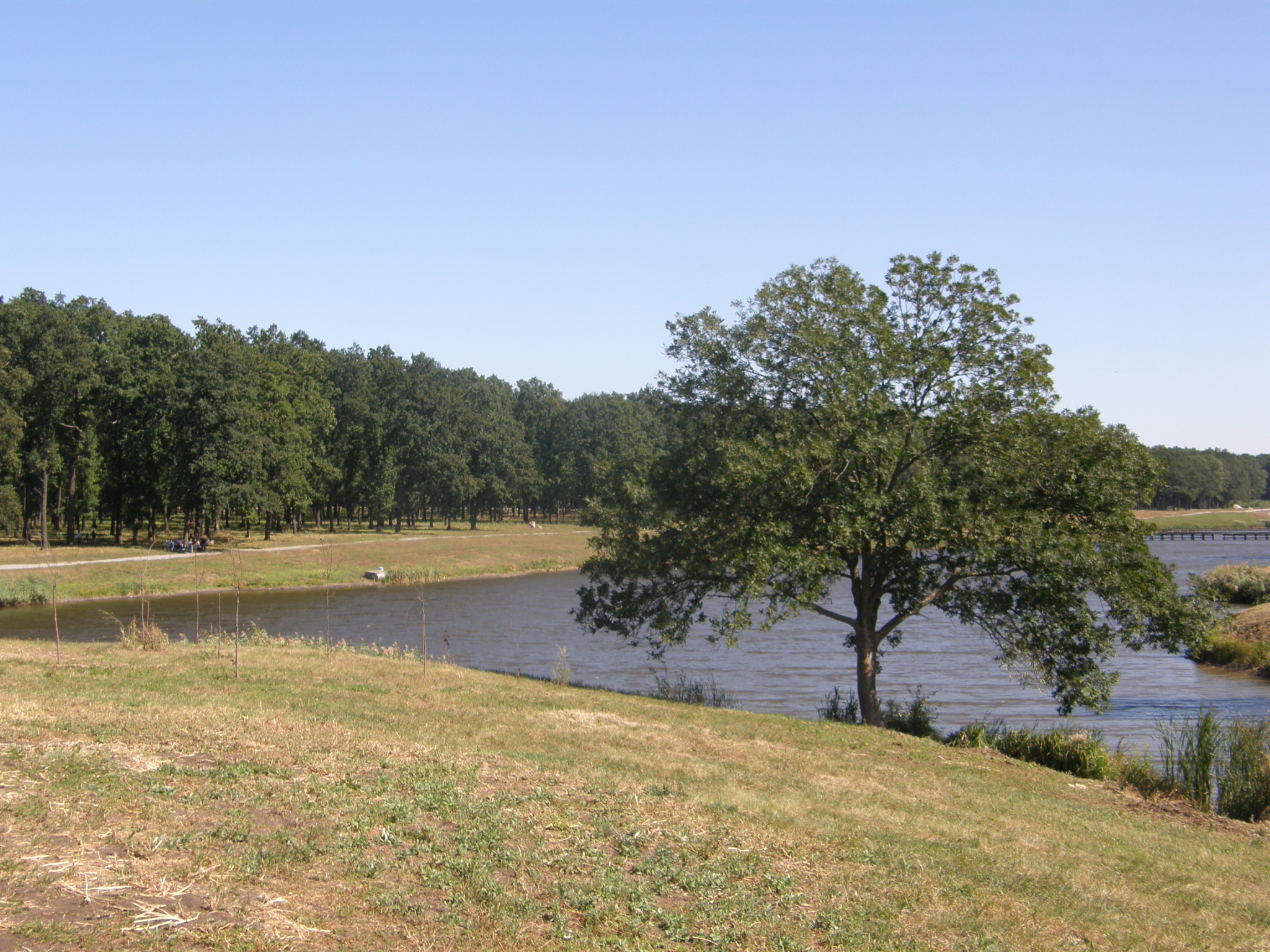
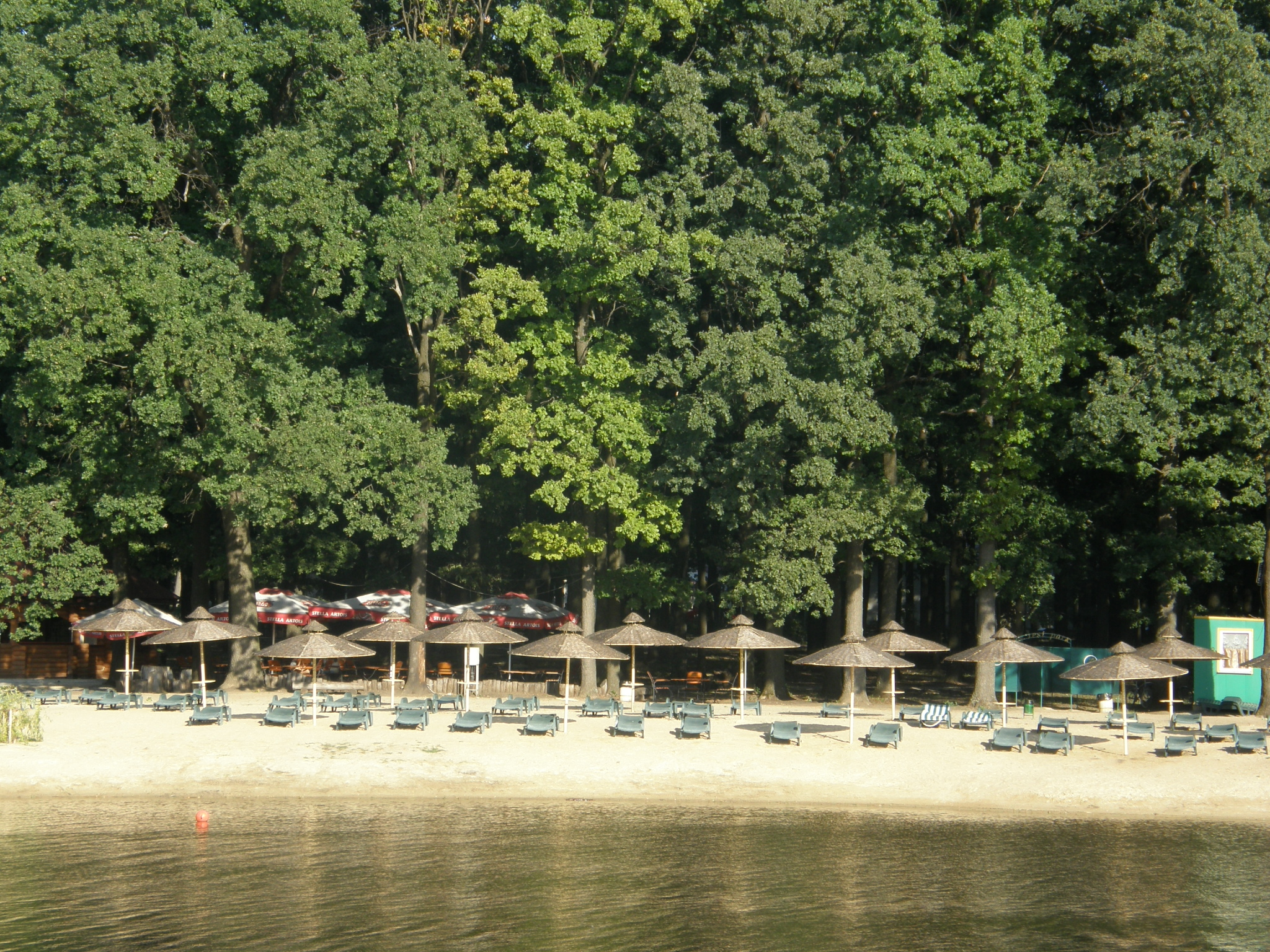
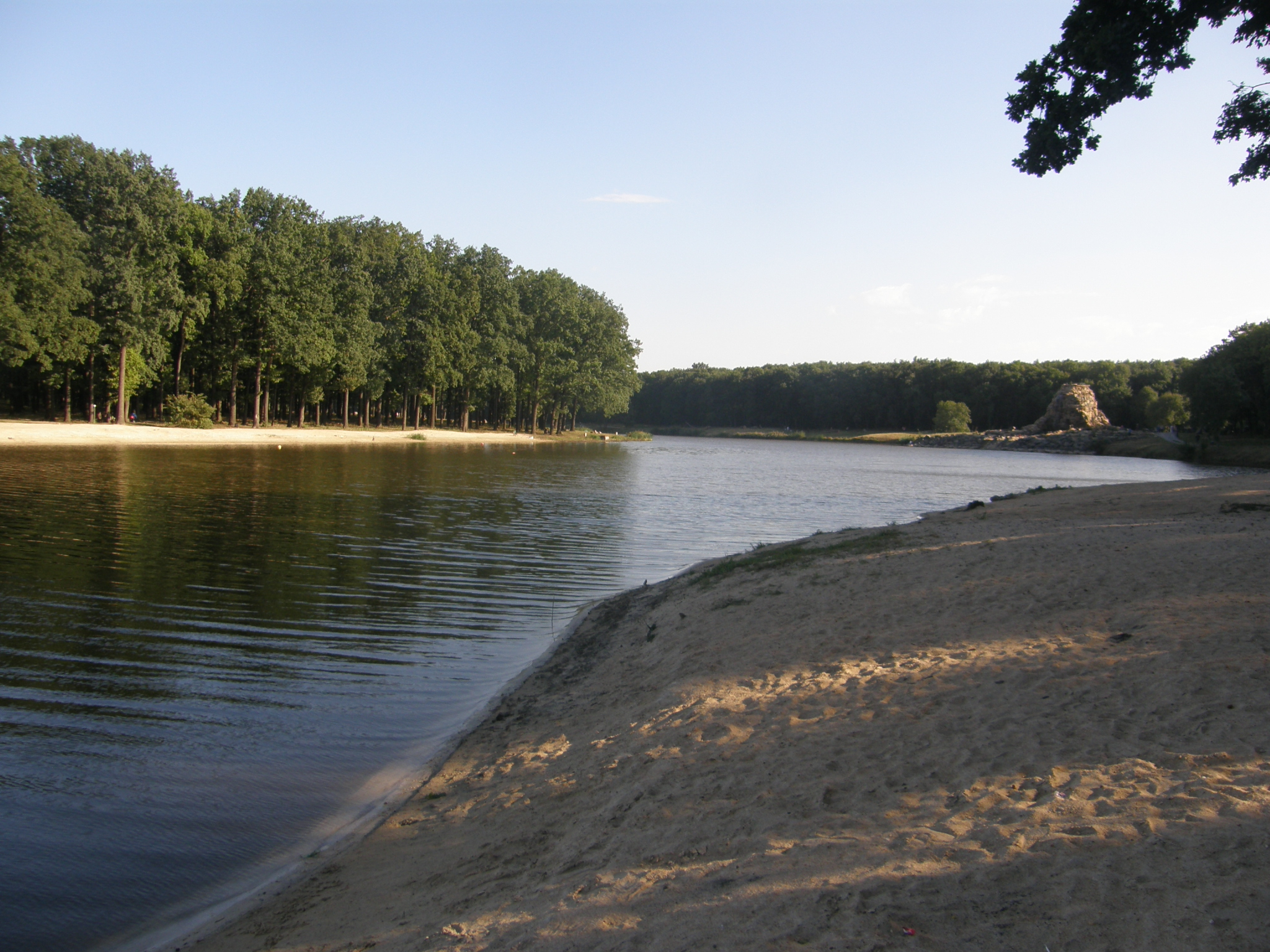

## Топографические карты
- Лист карты L-37-3 Курахово. Масштаб: 1 : 100 000. Состояние местности на 1988 год. Издание 1993 г.
- Лист карты L-37-15 Волховаха. Масштаб: 1 : 100 000. Состояние местности на 1988 год. Издание 1993 г.